# Flatey (Skjálfandi)
Pour les articles homonymes, voir Flatey.
Flatey (« Île plate » en islandais) est une île située au nord-ouest de la baie Skjálfandi, au nord de l'Islande, 26 kilomètres au nord-ouest de Húsavík. Elle mesure 2,8 km2 de superficie.